# Centro de Recepción de Inmigrantes de Lampedusa
El Centro de Recepción de Inmigrantes de Lampedusa o bien el Centro de Lampedusa (en italiano: Centro di Lampedusa) ha estado operando desde 1998, cuando la isla de Lampedusa al sur de Italia se convirtió en un punto de entrada principal a Europa para los inmigrantes procedentes de África. 

## Estructura
Solo tiene 350 plazas disponibles y en gran medida por numerosos balseros que llegan de diferentes partes de África.

## Historia

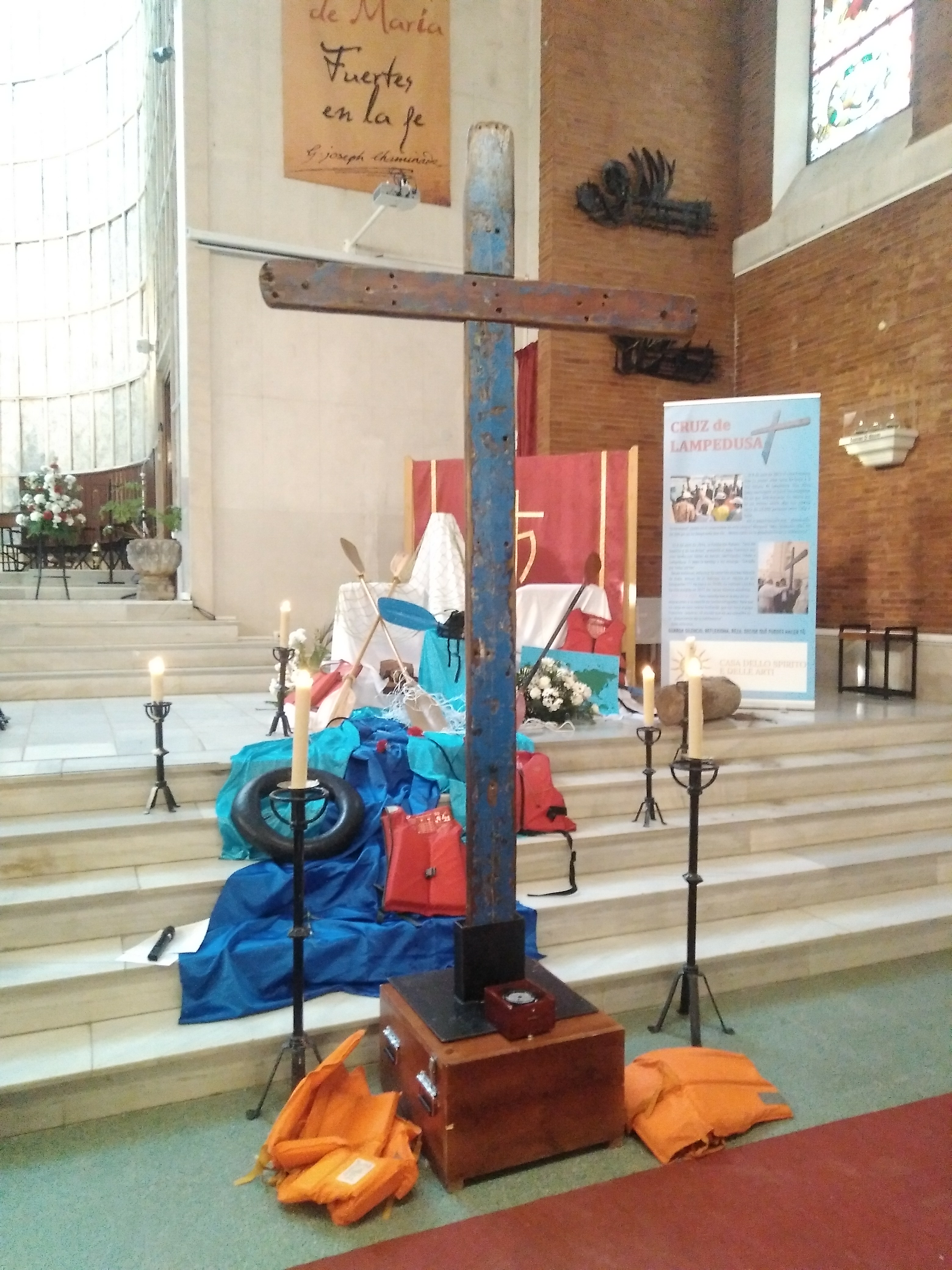
Cruz con madera de naufragio

Desde principios de la década de 2000, Lampedusa se ha convertido en un punto de tránsito principal para los inmigrantes indocumentados procedentes de África, Medio Oriente y Asia que quieren entrar en Europa. En 2004, los gobiernos de Libia e Italia llegaron a un acuerdo secreto que obligó a Libia a aceptar los deportados de los territorios italianos. Esto resultó en el regreso masivo de muchas personas desde Lampedusa a Libia entre 2004 y 2005 sin la aprobación del Parlamento Europeo. Para el año 2006 muchos inmigrantes estaban pagando a los traficantes de personas en Libia para que les ayudaran a llegar a Lampedusa en barco. A su llegada, la mayoría fueron trasladados luego por el gobierno italiano a centros de acogida en Italia. Muchos fueron liberados luego porque sus órdenes de deportación no se hicieron cumplir. En 2009, las condiciones de hacinamiento en el centro de recepción de inmigrantes temporales de Lampedusa fueron criticadas por el Alto Comisionado de las Naciones Unidas para los Refugiados (ACNUR).
El ministerio del Interior de Italia informó el sábado (9 de julio de 2022) que ha iniciado las labores de reubicación de cerca de 600 migrantes que se encuentran en la isla de Lampedusa.
Las autoridades italianas comenzaron el traslado de cientos de migrantes del "punto caliente" en el que se encuentran 1.850 personas, debido a las condiciones de hacinamiento y peligrosidad en el lugar.
Para ello, Italia envió el buque San Marco de la Armada Italiana el sábado, mientras unidades adicionales de la Guardia Costera de Italia continuarán con el traslado de los migrantes durante el domingo. La evacuación está organizada para que finalice el lunes, según el periódico digital Agrigento Notizie.
La instalación está siendo desalojada después de una debate provocado por los informes sobre las condiciones en el campamento, que recientemente albergó a cerca de 2.000 personas a pesar de que solo tiene 350 plazas disponibles.
La exalcaldesa de Lampedusa, Giusi Nicolini, publicó fotos y un vídeo del campamento en su cuenta de Facebook, denunciando la presencia de miles de personas que "duermen en el suelo" y comen "entre la basura". (Fuente: Deutsche Welle Español)